# 33376 Medi
33376 Medi è un asteroide della fascia principale. Scoperto nel 1999, presenta un'orbita caratterizzata da un semiasse maggiore pari a 2,2140166 UA e da un'eccentricità di 0,1200897, inclinata di 6,27873° rispetto all'eclittica.